# Phương trình
Phương trình là một biểu thức toán học có chứa các biến số và các phép toán, trong đó các giá trị của các biến được tìm kiếm để làm cho cả biểu thức trở thành một phép tính đúng. Phương trình thường chứa dấu bằng (=), biểu thị sự bằng nhau giữa hai biểu thức. Mục tiêu của việc giải phương trình là tìm ra các giá trị của các biến để biểu thức trở nên đúng và có nghĩa. Có nhiều loại phương trình khác nhau, bao gồm phương trình đại số, phương trình vi phân, phương trình vi phân tử và nhiều hơn nữa. Phương trình được ứng dụng rộng rãi trong các lĩnh vực như toán học, khoa học, kỹ thuật và kinh tế.

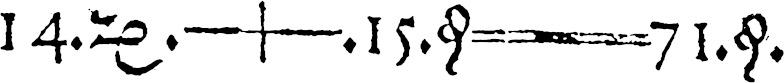
Phương trình một ẩn đầu tiên là 14x + 15 = 71. Xuất hiện trong The Whetstone of Witte của Robert Recorde xứ Wales (1557).

Trong toán học, phương trình là một từ biểu thị sự bằng nhau giữa hai biến (mối quan hệ giữa các biến số). Phương trình trong các ngôn ngữ khác nhau có thể có nhiều ý nghĩa khác nhau; ví dụ, trong tiếng Pháp, từ "équation" có nghĩa là đẳng thức chứa một hoặc nhiều biến; còn trong tiếng Anh, từ "equation" có nghĩa là bất kỳ đẳng thức nào.
Giải một phương trình chứa biến là việc xác định giá trị của các biến làm cho đẳng thức trở nên đúng. Biến còn được gọi là ẩn số, các giá trị của ẩn số thỏa mãn được gọi là nghiệm của phương trình. Có hai loại phương trình là đồng nhất thức và phương trình có điều kiện. Một đồng nhất thức đúng với tất cả các giá trị của biến còn phương trình có điều kiện chỉ đúng với các giá trị nhất định của các biến số, hoặc không đúng với giá trị nào (còn gọi là phương trình vô nghiệm).
Một phương trình được viết dưới dạng hai biểu thức, nối với nhau bằng dấu bằng (=). Biểu thức nằm phía bên trái dấu bằng còn được gọi là "vế trái", còn biểu thức nằm phía bên phải dấu bằng còn được gọi là "vế phải".
Loại phương trình phổ biến nhất là phương trình đại số, trong đó hai vế là các biểu thức đại số. Mỗi bên của một phương trình đại số chứa một hoặc nhiều số hạng. Ví dụ, phương trình {\displaystyle Ax^{2}+Bx+C=y} có vế trái là {\displaystyle Ax^{2}+Bx+C} với ba hạng tử, và vế phải là y chỉ có một số hạng. Các ẩn số là x và y, còn A, B, C là các tham số.
Để biến đổi một phương trình mà không làm thay đổi tập nghiệm của nó, các phép toán cộng, trừ, nhân, chia giống nhau phải được thực hiện trên cả hai vế của một phương trình.
Trong hình học, phương trình được sử dụng để mô tả các hình dạng khác nhau. Các phương trình chẳng hạn như phương trình ẩn hoặc phương trình tham số có vô số nghiệm và thay vì xác định cụ thể các nghiệm hoặc liệt kê chúng, người ta sử dụng phương trình để nghiên cứu tính chất của những hình dạng. Đây là ý tưởng khởi đầu của hình học đại số, một lĩnh vực quan trọng của toán học.
Đại số nghiên cứu hai loại phương trình chính là phương trình đa thức và phương trình tuyến tính. Khi chỉ có một biến, phương trình đa thức có dạng P(x) = 0, trong đó P(x) là một đa thức; còn phương trình tuyến tính có dạng ax + b = 0, trong đó a và b là các tham số. Để giải các phương trình dạng này, người ta sử dụng các kỹ thuật hình học hoặc thuật toán bắt nguồn từ giải tích hoặc đại số tuyến tính. Đại số cũng nghiên cứu phương trình Diophantos trong đó các hệ số và nghiệm là các số nguyên. Có nhiều kỹ thuật khác nhau được sử dụng, chủ yếu đến từ lý thuyết số.
Phương trình vi phân là phương trình liên quan đến một hoặc nhiều hàm và đạo hàm của chúng. Chúng được giải khi ta tìm được một biểu thức cho hàm không phụ thuộc vào đạo hàm của nó. Phương trình vi phân được sử dụng để mô hình hóa các quá trình liên quan đến tốc độ thay đổi của biến số và được sử dụng trong các lĩnh vực như vật lý, hóa học, sinh học và kinh tế.
Ký hiệu "=" xuất hiện trong mọi phương trình, được phát minh vào năm 1557 bởi Robert Recorde, người cho rằng không gì bằng nhau hơn hai đường thẳng song song có cùng độ dài.

## Giới thiệu

### Minh họa

Minh họa một phương trình đơn giản; x, y, z là các số thực, tương tự như trọng số.

Giả sử một phương trình tương tự như cái cân, cân bằng hoặc lệch.
Mỗi vế của phương trình tương ứng với một vế của lực Newton và sự cân bằng. Các đại lượng khác nhau có thể được đặt ở mỗi bên: nếu khối lượng ở hai bên bằng nhau thì cái cân sẽ cân bằng và tương tự như vậy thì cân bằng biểu thị số dư cũng là cân bằng (mặt khác, cân bằng tương ứng với một bất đẳng thức được biểu thị bằng một bất phương trình). 
Trong hình minh họa, x, y, z là tất cả các đại lượng khác nhau (trong trường hợp này là số thực) được biểu diễn dưới dạng khối lượng các hạt tròn và mỗi đại lượng x, y, z được biểu diễn bởi mỗi hạt có khối lượng khác nhau. Phép cộng tương ứng với việc thêm khối lượng, trong khi phép trừ tương ứng với việc loại bỏ khối lượng. Nếu đẳng thức đúng, tổng khối lượng của mỗi bên sẽ như nhau.

### Tham số và ẩn số
Tham số là một giá trị cố định trong một phương trình hoặc hệ phương trình. Nó được coi là một hằng số và không thay đổi trong quá trình giải phương trình. Tham số thường được ký hiệu bằng chữ m, hoặc bất kì chữ cái thường nào (ví dụ: a, b, c) và thường mang ý nghĩa đại diện cho một thông số và bánh mì hoặc cái j đó mà tui cũng k biết nữa í mọi ngừoi hay một đặc điểm cụ thể trong bài toán.
Ẩn số là một biến số mà chúng ta cần tìm giá trị của nó trong quá trình giải phương trình hoặc hệ phương trình. Ẩn số thường được ký hiệu bằng các chữ cái thường (ví dụ: x, y, z) và biểu thị một giá trị không xác định mà chúng ta muốn tìm ra. Khi giải phương trình, mục tiêu của chúng ta là tìm giá trị cụ thể cho ẩn số sao cho phương trình trở thành một phép tính đúng.
Để phân biệt giữa tham số và ẩn số trong một phương trình, chúng ta thường gán giá trị cụ thể cho tham số trước khi giải phương trình. Khi đó, chúng ta có thể xem phương trình là một phép tính với ẩn số mà chúng ta muốn tìm ra giá trị.
Phương trình thường chứa các số hạng khác với ẩn số. Các thuật ngữ khác này, được giả định là đã biết, thường được gọi là hằng số, hệ số hoặc tham số.
Một ví dụ về phương trình với ẩn số x, y và tham số R là:
{\displaystyle x^{2}+y^{2}=R^{2}.}
Khi R được chọn có giá trị là 2 (R = 2), phương trình này khi được phác thảo trong hệ tọa độ Descartes, là phương trình cho một đường tròn có bán kính là 2. Do đó, phương trình với R không xác định là phương trình tổng quát của đường tròn có bán kính R.
Thông thường, các ẩn số được ký hiệu bằng các chữ cái ở cuối bảng chữ cái: x, y, z, w,..., trong khi các hệ số (tham số) được ký hiệu bằng các chữ cái ở đầu bảng: a, b, c, d,... Ví dụ, phương trình bậc hai tổng quát thường được viết {\displaystyle ax^{2}+bx+c=0}. Quá trình tìm nghiệm, hoặc trong trường hợp tham số, biểu diễn ẩn số dưới dạng tham số được gọi là giải phương trình. Biểu thức của nghiệm như vậy diễn đạt bằng các thông số còn được gọi là nghiệm số.
Hệ phương trình là một tập hợp các phương trình, thường có một số ẩn số, mà các nghiệm chung được tìm kiếm. Do đó, một nghiệm của hệ phương trình là một tập hợp các giá trị cho mỗi ẩn số, chúng cùng nhau tạo thành một nghiệm cho mỗi phương trình trong hệ thống. Ví dụ, hệ phương trình:
{\displaystyle {\begin{aligned}{\begin{cases}3x+5y&=2\\5x+8y&=3\end{cases}}\end{aligned}}}
có nghiệm duy nhất {\displaystyle (x;y)=(1;1)}.

### Phương trình vô số nghiệm
Phương trình vô số nghiệm là một phương trình đúng với tất cả các giá trị có thể có của (các) biến mà nó chứa. Trong quá trình giải một phương trình, một phương trình vô số nghiệm thường được sử dụng để đơn giản hóa một phương trình làm cho nó dễ giải hơn.
Trong đại số, một ví dụ về phương trình vô số nghiệm là hiệu của hai bình phương:
{\displaystyle x^{2}-y^{2}=(x+y)(x-y)}
Phương trình này đúng với mọi x và y.
Lượng giác là một lĩnh vực tồn tại nhiều đồng nhất thức, chúng rất hữu ích trong việc vận dụng hoặc giải các phương trình lượng giác. Hai trong số nhiều đồng nhất thức liên quan đến hàm sin và cosine là:
{\displaystyle \sin ^{2}(\theta )+\cos ^{2}(\theta )=1}     và     {\displaystyle \sin(2\theta )=2\sin(\theta )\cos(\theta )}
luôn đúng với mọi θ.
Ví dụ, để tìm giá trị của θ thỏa mãn phương trình:
{\displaystyle 3\sin(\theta )\cos(\theta )=1\,,}
trong đó θ được biết là giới hạn trong khoảng từ 0 đến 45 độ, chúng ta có thể sử dụng đồng nhất thức cho tích ở trên để tạo ra:
{\displaystyle {\frac {3}{2}}\sin(2\theta )=1\,,}
cho kết quả
{\textstyle \theta ={\frac {1}{2}}\arcsin \left({\frac {2}{3}}\right)\approx 20.9^{\circ }.}
Vì hàm sin là một hàm tuần hoàn nên có vô số nghiệm nếu θ không có điều kiện. Trong ví dụ này, θ nằm trong khoảng từ 0 đến 45 độ nên phương trình chỉ có một nghiệm duy nhất.

## Phương trình tương đương và phương trình hệ quả

### Khái niệm
Phương trình tương đương là các phương trình mà khi giải cùng một cách, sẽ cho ra các nghiệm giống nhau. Điều này có nghĩa là nếu ta thay các giá trị của biến vào một phương trình tương đương, kết quả sẽ là như nhau.
Để chuyển đổi một phương trình thành phương trình tương đương, ta có thể áp dụng các phép biến đổi hợp lệ trên cả hai vế của phương trình mà không làm thay đổi giá trị nghiệm của nó. Các phép biến đổi phổ biến bao gồm cộng hoặc trừ cùng một số vào cả hai vế, nhân hoặc chia cả hai vế bởi cùng một số, sử dụng các quy tắc đổi dấu và bỏ qua các mục không cần thiết.
Ví dụ, hai phương trình sau đây là tương đương:
- Phương trình 1: {\displaystyle 2x+3=7}
- Phương trình 2: {\displaystyle 2x=4}

Bằng cách trừ 3 từ cả hai vế của Phương trình 1, ta nhận được Phương trình 2. Do đó, cả hai phương trình đều có cùng một nghiệm là x = 2.
Phương trình tương đương thường được sử dụng để đơn giản hóa hoặc thay đổi dạng của một phương trình mà không làm thay đổi nghiệm của nó, từ đó giúp trong việc giải phương trình hoặc phân tích bài toán liên quan.
Cho phương trình (1) {\displaystyle f(x)=g(x)} có tập nghiệm là {\displaystyle S} và phương trình (2) {\displaystyle f_{1}(x)=g_{1}(x)} có tập nghiệm là {\displaystyle S_{1}}.
- Nếu  {\displaystyle S=S_{1}} thì 2 phương trình (1) và (2) là 2 phương trình tương đương.  Ta ký hiệu {\displaystyle f(x)=g(x)\Leftrightarrow f_{1}(x)=g_{1}(x)}.
- Nếu  {\displaystyle S\subset S_{1}} thì phương trình (2) là phương trình hệ quả của phương trình (1).  Ta ký hiệu {\displaystyle f(x)=g(x)\Rightarrow f_{1}(x)=g_{1}(x)}. Các nghiệm của phương trình (2) mà không là nghiệm của phương trình (1) được gọi là nghiệm ngoại lai.

Ví dụ, phương trình {\displaystyle x=1} có nghiệm {\displaystyle x=1.} Nâng cả hai vế lên số mũ của 2 (có nghĩa là áp dụng hàm {\textstyle f(s)=s^{2}} về cả hai vế của phương trình) thay đổi phương trình thành {\displaystyle x^{2}=1}, không chỉ có nghiệm trước đó mà còn tạo ra nghiệm ngoại lai là {\displaystyle x=-1.}
Hơn nữa, nếu hàm không xác định tại một số giá trị (chẳng hạn như 1/x, không được xác định khi x = 0), các nghiệm tồn tại các giá trị đó có thể bị mất. Vì vậy, cần phải thận trọng khi áp dụng một phép biến đổi như vậy cho một phương trình.

### Các phép biến đổi tương đương
Các phép toán sau đây biến một phương trình thành một phương trình tương đương - với điều kiện là các phép toán đó có ý nghĩa đối với các biểu thức mà chúng được áp dụng:
- Cộng, trừ, nhân, chia cả hai vế với cùng một số với điều kiện phép nhân và chia cùng một số khác 0 và không chứa điều kiện xác định.
- Rút gọn phương trình về tối giản tương tự như rút gọn đa thức không vi phạm điều kiện xác định.
- Căn bậc n hoặc nâng lũy thừa bậc n nếu các biểu thức ở 2 vế cùng dấu và không vi phạm điều kiện xác định.
- Các nghiệm phải thỏa mãn điều kiện xác định và làm 2 vế của phương trình bằng nhau.

Các phép biến đổi trên là cơ sở của hầu hết các phương pháp cơ bản để giải phương trình cũng như một số phương pháp ít cơ bản hơn, như phương pháp khử Gauss.

## Đại số

### Phương trình đa thức
Phương trình đa thức là một phương trình trong đó có ít nhất một biến và các hạng tử đa thức. Một đa thức là một biểu thức đại số có chứa các biến và các hệ số, và các phép toán như cộng, trừ, nhân và luỹ thừa.
Phương trình đa thức thường được biểu diễn dưới dạng đa thức bằng việc đặt biểu thức đa thức bằng 0. Mục tiêu khi giải phương trình đa thức là tìm các giá trị của biến mà khi thay vào phương trình, biểu thức trở thành phép tính đúng.
Ví dụ, phương trình đa thức sau đây là một phương trình đa thức bậc hai:
{\displaystyle x^{2}-5x+6=0}
Trong phương trình trên, x là biến, và các hệ số là 1, -5 và 6. Mục tiêu là tìm giá trị của x sao cho phương trình trở thành một phép tính đúng. Trong trường hợp này, các giá trị của x là 2 và 3, vì khi thay x = 2 hoặc x = 3 vào phương trình, ta có được phép tính đúng 0 = 0.

Phương trình đa thức được sử dụng rộng rãi trong toán học và các lĩnh vực liên quan như vật lý, kỹ thuật và kinh tế để mô hình hóa các tình huống phức tạp và giải quyết các vấn đề thực tế.

Các nghiệm –1 và 2 của phương trình đa thức x^{2} – x + 2 = 0 là các điểm đồ thị của hàm bậc hai y = x^{2} – x + 2 cắt trục x.

Nói chung, một phương trình đại số hoặc phương trình đa thức là một phương trình có dạng
{\displaystyle P(x)=0}      hoặc     {\displaystyle P(x)=Q(x)}
Trong đó P(x) và Q(x) là các đa thức với hệ số trong một tập hợp số nào đó (số thực, số phức, v.v...), và thường là tập hợp các số hữu tỉ. Một phương trình đại số là đơn biến nếu nó chỉ chứa một biến. Mặt khác, một phương trình đa thức có thể bao gồm một số biến, trong trường hợp đó nó được gọi là đa biến (nhiều biến, x, y, z,...). Thuật ngữ phương trình đa thức thường được ưu tiên hơn phương trình đại số.
Ví dụ,
{\displaystyle x^{5}-3x+1=0}
là một phương trình đại số (đa thức) đơn biến với các hệ số nguyên và
{\displaystyle y^{4}+{\frac {xy}{2}}={\frac {x^{3}}{3}}-xy^{2}+y^{2}-{\frac {1}{7}}}
là một phương trình đa thức nhiều biến trên trường các số hữu tỉ.
Không phải tất cả các phương trình đa thức với hệ số hữu tỉ đều có nghiệm là biểu thức đại số với một số hữu hạn các phép toán chỉ liên quan đến các hệ số đó (nghĩa là nó có thể được giải bằng đại số).Phương pháp giải bằng đại số có thể được thực hiện cho tất cả các phương trình bậc một, hai, ba hoặc bốn; nhưng đối với bậc năm trở lên, nó có thể được giải cho một số phương trình, nhưng như định lý Abel-Ruffini chứng minh, không phải cho tất cả. Một lượng lớn nghiên cứu đã được dành để tính toán các giá trị gần đúng chính xác hiệu quả của các nghiệm thực hoặc nghiệm phức của một phương trình đại số đơn biến (xem phần Tìm nghiệm nguyên của đa thức) và các nghiệm chung của một số phương trình đa thức nhiều biến (xem Hệ phương trình đa thức).

### Hệ phương trình tuyến tính

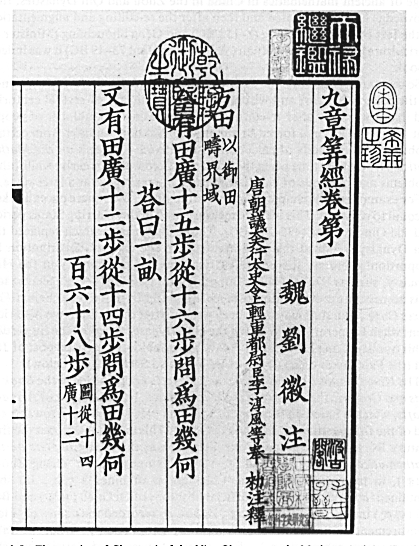
Cửu chương toán thuật là một cuốn sách ẩn danh của Trung Quốc đề xuất phương pháp giải hệ phương trình tuyến tính.

Hệ phương trình tuyến tính (hay hệ tuyến tính) là một tập hợp các phương trình tuyến tính liên quan đến cùng một tập các biến. Ví dụ:
{\displaystyle {\begin{cases}{\begin{alignedat}{7}3x&&\;+\;&&2y&&\;-\;&&z&&\;=\;&&1&\\2x&&\;-\;&&2y&&\;+\;&&4z&&\;=\;&&-2&\\-x&&\;+\;&&{\tfrac {1}{2}}y&&\;-\;&&z&&\;=\;&&0&\end{alignedat}}\end{cases}}}
Là một hệ ba phương trình theo ba biến x, y, z. Một nghiệm số cho một hệ thống tuyến tính là một phép gán các số cho các biến sao cho tất cả các phương trình được thỏa mãn đồng thời. Một nghiệm số cho hệ phương trình trên là
{\displaystyle {\begin{alignedat}{2}x&\,=\,&1\\y&\,=\,&-2\\z&\,=\,&-2\end{alignedat}}}
vì nó làm cho cả ba phương trình cùng đúng. Từ "hệ" chỉ ra rằng các phương trình được xem xét chung, thay vì riêng lẻ.
Trong toán học, lý thuyết về hệ tuyến tính là cơ sở và là một phần cơ bản của đại số tuyến tính, một chủ đề được sử dụng trong hầu hết các phần của toán học hiện đại. Các thuật toán tính toán để tìm ra lời giải là một phần quan trọng của đại số tuyến tính và đóng một vai trò nổi bật trong vật lý, kỹ thuật, hóa học, khoa học máy tính và kinh tế. Một hệ phương trình tuyến tính thường có thể xấp xỉ bằng một hệ thống tuyến tính (xem tuyến tính hóa), một kỹ thuật hữu ích khi tạo mô hình toán học hoặc mô phỏng máy tính của một hệ thống tương đối phức tạp.

## Hình học

### Hình học giải tích

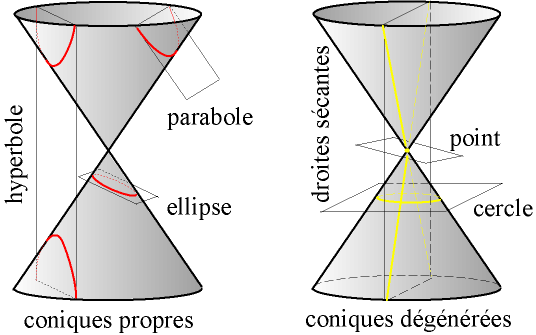
Đường conic là giao tuyến của mặt phẳng và mặt nón.

Trong hình học Euclid, có thể liên kết một tập hợp các tọa độ với mỗi điểm trong không gian, ví dụ bằng một lưới trực giao. Phương pháp này cho phép người ta mô tả các hình hình học bằng các phương trình. Một mặt phẳng trong không gian ba chiều có thể được biểu diễn dưới dạng tập nghiệm của một phương trình có dạng {\displaystyle ax+by+cz+d=0}. Ở đây {\displaystyle a,b,c,d} là các hệ số thực và {\displaystyle x,y,z} là các ẩn số tương ứng với tọa độ của một điểm trong hệ được cho bởi lưới trực giao. Giá trị {\displaystyle a,b,c} là tọa độ của một vectơ vuông góc với mặt phẳng được xác định bởi phương trình. Một đường được biểu thị là giao của hai mặt phẳng, đó là tập nghiệm của một phương trình tuyến tính duy nhất với các giá trị trong {\displaystyle \mathbb {R} ^{2}} hoặc dưới dạng tập nghiệm của hai phương trình tuyến tính với các giá trị trong {\displaystyle \mathbb {R} ^{3}.}
Đường conic là tập hợp các giao điểm của một mặt nón có phương trình {\displaystyle x^{2}+y^{2}=z^{2}} và một mặt phẳng. Nói cách khác, trong không gian, mọi hình nón được định nghĩa là tập nghiệm của phương trình mặt phẳng và phương trình của hình nón vừa cho. Chủ nghĩa hình thức này cho phép người ta xác định vị trí và thuộc tính của trọng tâm trong một đường conic.
Việc sử dụng các phương trình cho phép người ta sử dụng một lĩnh vực toán học rộng lớn để giải các câu hỏi hình học. Hệ tọa độ Descartes biến một bài toán hình học thành một bài toán phân tích, một khi các hình được biến đổi thành phương trình; do đó tên hình học giải tích. Quan điểm này do Descartes nêu ra đã làm phong phú và sửa đổi loại hình học được các nhà toán học Hy Lạp cổ đại hình thành.
Hiện nay, hình học giải tích chỉ định một nhánh hoạt động của toán học. Mặc dù nó vẫn sử dụng các phương trình để mô tả các số liệu, nó cũng sử dụng các kỹ thuật phức tạp khác như giải tích hàm và đại số tuyến tính.

### Phương trình Descartes
Một hệ tọa độ Descartes là một hệ tọa độ mà quy định cụ thể từng điểm duy nhất trong một mặt phẳng bởi một cặp số tọa độ, đó là những khoảng cách có dấu từ điểm đến hai trục cố định vuông góc với nhau, được đánh dấu bằng cách sử dụng cùng một vector đơn vị chiều dài.
Người ta có thể sử dụng cùng một nguyên tắc để xác định vị trí của bất kỳ điểm nào trong không gian ba chiều bằng cách sử dụng ba tọa độ Descartes, là những khoảng cách có dấu đến ba mặt phẳng vuông góc với nhau (hoặc tương đương, bằng phép chiếu vuông góc của nó lên ba đường vuông góc với nhau).

Hệ tọa độ Descartes với đường tròn bán kính là 2 với tâm ở gốc được đánh dấu màu đỏ. Phương trình của đường tròn là (x − a)^{2} + (y − b)^{2} = r^{2} trong đó a và b là tọa độ của tâm (a, b) và r là bán kính.

Việc phát minh ra hệ tọa độ vào thế kỷ XVII do René Descartes (tên Latinh: Cartesius) đã cách mạng hóa toán học bằng cách cung cấp mối liên hệ có hệ thống đầu tiên giữa hình học Euclid và đại số. Sử dụng hệ tọa độ Descartes, các hình dạng hình học (chẳng hạn như đường cong) có thể được mô tả bằng phương trình Descartes: phương trình đại số liên quan đến tọa độ của các điểm nằm trên hình dạng. Ví dụ, một đường tròn bán kính 2 trong một mặt phẳng, có tâm tại một điểm cụ thể được gọi là điểm gốc, có thể được mô tả là tập hợp tất cả các điểm có tọa độ x và y thỏa mãn phương trình x2 + y2 = 4.

### Phương trình tham số
Phương trình tham số cho đường cong biểu thị tọa độ của các điểm trên đường cong dưới dạng hàm của một biến số, được gọi là tham số. Ví dụ,
{\displaystyle {\begin{cases}{\begin{aligned}x&=\cos t\\y&=\sin t\end{aligned}}\end{cases}}}
Là phương trình tham số của đường tròn đơn vị, trong đó t là tham số. Cùng với nhau, những phương trình này được gọi là biểu diễn tham số của đường cong.
Khái niệm về phương trình tham số đã được tổng quát hóa cho các bề mặt, đa tạp và các dạng đại số có số chiều cao hơn, với số lượng tham số bằng thứ nguyên của đa tạp hoặc đa dạng, và số phương trình bằng thứ nguyên của không gian trong đó đa tạp hoặc đa dạng được xem xét (đối với đường cong, kích thước là một và một tham số được sử dụng, đối với bề mặt có kích thước hai và hai tham số, v.v...).

## Lý thuyết số

### Phương trình Diophantos
Phương trình Diophantos là một phương trình đa thức trong hai hay nhiều ẩn số mà chỉ cần quan tâm đến các nghiệm là các số nguyên (một nghiệm số nguyên là một nghiệm mà tất cả các ẩn số là các số nguyên). Phương trình Diophantos tuyến tính là một phương trình giữa hai tổng đơn thức bậc không hoặc bậc nhất. Một ví dụ về phương trình Diophantos tuyến tính là ax + by = c, trong đó a, b và c là các hằng số. Phương trình Diophantine hàm mũ là một phương trình mà số mũ của các số hạng của phương trình có thể là ẩn số.
Các bài toán Diophantos có ít phương trình hơn các biến chưa biết và liên quan đến việc tìm số nguyên cho kết quả chính xác cho tất cả các phương trình. Trong ngôn ngữ kỹ thuật hơn, các nghiệm này xác định một đường cong đại số, bề mặt đại số hoặc đối tượng tổng quát hơn, và hỏi về các điểm lưới trên đó.
Từ Đi-ô-phăng dùng để chỉ nhà toán học Hy Lạp ở thế kỷ thứ III, Diophantus ở Alexandria, người đã nghiên cứu các phương trình như vậy và là một trong những nhà toán học đầu tiên đưa chủ nghĩa ký hiệu vào đại số. Nghiên cứu toán học về các vấn đề Đi-ô-phăng mà Đi-ô-phăng khởi xướng hiện nay được gọi là giải tích Diophanos.

### Số đại số và số siêu việt
Số đại số là một số mà là nghiệm của một phương trình đa thức khác 0 một biến với các hệ số hữu tỉ (hoặc tương đương - bằng cách xóa các mẫu số - với các hệ số nguyên). Các số như pi({\displaystyle \pi }) hay e không phải là đại số mà được gọi là số siêu việt. Hầu hết tất cả các số thực và số phức đều là các số siêu việt.

### Hình học đại số
Hình học đại số là một nhánh của toán học, nghiên cứu một cách cổ điển các nghiệm của phương trình đa thức. Hình học đại số hiện đại dựa trên các kỹ thuật trừu tượng hơn của đại số trừu tượng, đặc biệt là đại số giao hoán, với ngôn ngữ và các vấn đề của hình học.
Đối tượng nghiên cứu cơ bản của hình học đại số là các dạng đại số, là các biểu hiện hình học của các nghiệm của hệ phương trình đa thức. Ví dụ về các lớp đa dạng đại số được nghiên cứu nhiều nhất là: đường cong đại số phẳng, bao gồm đường thẳng, đường tròn, parabol, hình elip, hypebol, đường cong hình khối như đường cong elliptic và đường cong tứ phương như hình chanh, và hình bầu dục Cassini. Một điểm của mặt phẳng thuộc một đường cong đại số nếu tọa độ của nó thỏa mãn một phương trình đa thức đã cho. Các câu hỏi cơ bản liên quan đến việc nghiên cứu các điểm quan tâm đặc biệt như điểm kỳ dị, điểm uốn và điểm ở vô cùng. Các câu hỏi nâng cao hơn liên quan đến cấu trúc liên kết của đường cong và quan hệ giữa các đường cong được cho bởi các phương trình khác nhau.

## Phương trình vi phân

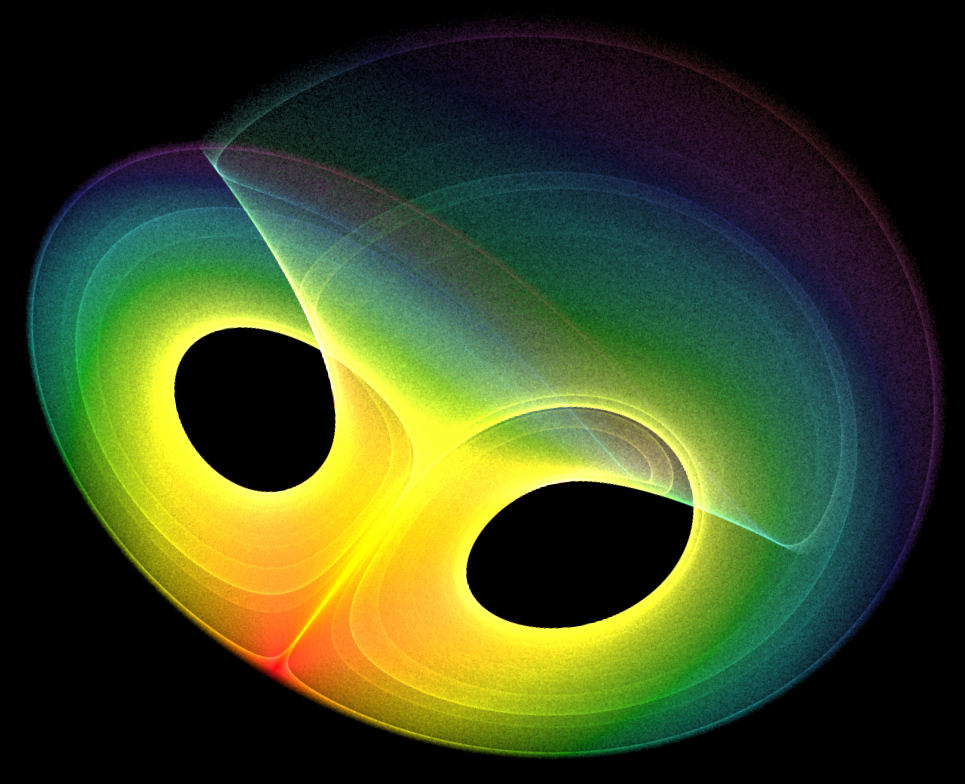
Một hình hấp dẫn kỳ lạ, phát sinh khi giải một phương trình vi phân nhất định

Phương trình vi phân là một phương trình toán học liên hệ một số hàm với các đạo hàm của nó. Trong các ứng dụng, các hàm thường đại diện cho các đại lượng vật lý, các đạo hàm đại diện cho tốc độ thay đổi của chúng và phương trình xác định mối quan hệ giữa hai hàm. Bởi vì các mối quan hệ như vậy là rất phổ biến, phương trình vi phân đóng một vai trò quan trọng trong nhiều ngành bao gồm vật lý, kỹ thuật, kinh tế và sinh học.
Trong toán học thuần túy, phương trình vi phân được nghiên cứu từ nhiều khía cạnh khác nhau, chủ yếu quan tâm đến nghiệm của chúng - tập các hàm thỏa mãn phương trình. Chỉ những phương trình vi phân đơn giản nhất mới có thể giải được bằng công thức tường minh; tuy nhiên, một số tính chất của nghiệm của một phương trình vi phân đã cho có thể được xác định mà không cần tìm dạng chính xác của chúng.
Nếu không có công thức riêng cho giải pháp, thì lời giải có thể được tính gần đúng về mặt số học bằng máy tính. Lý thuyết hệ động lực tập trung vào phân tích định tính các hệ được mô tả bằng phương trình vi phân, trong khi nhiều phương pháp số đã được phát triển để xác định các nghiệm với một mức độ chính xác nhất định.

### Phương trình vi phân thường
Một phương trình vi phân thông thường hoặc ODE là một phương trình chứa một hàm của một biến độc lập và các đạo hàm của nó. Thuật ngữ " thông thường " được sử dụng trái ngược với thuật ngữ phương trình vi phân riêng phần, có thể liên quan đến nhiều hơn một biến độc lập.
Phương trình vi phân tuyến tính, có các nghiệm có thể được thêm và nhân với hệ số, được xác định và hiểu rõ, đồng thời thu được các nghiệm dạng đóng chính xác. Ngược lại, các ODE thiếu các giải pháp cộng là phi tuyến tính và việc giải chúng phức tạp hơn nhiều, vì người ta hiếm khi có thể biểu diễn chúng bằng các hàm cơ bản ở dạng đóng: Thay vào đó, các giải pháp chính xác và giải tích của ODE ở dạng chuỗi hoặc tích phân. Các phương pháp đồ thị và số, được áp dụng bằng tay hoặc bằng máy tính, có thể ước tính các giải pháp của ODE và có thể mang lại thông tin hữu ích, thường chỉ đủ trong trường hợp không có các nghiệm số tích phân chính xác.

### Phương trình vi phân riêng phần
Phương trình đạo hàm riêng hoặc PDE là một phương trình vi phân có chứa các hàm nhiều biến chưa biết và các đạo hàm riêng của chúng. (Điều này trái ngược với các phương trình vi phân thông thường, xử lý các hàm của một biến duy nhất và các đạo hàm của chúng). PDE được sử dụng để xây dựng các vấn đề liên quan đến các hàm của một số biến và được giải quyết bằng tay hoặc được sử dụng để tạo ra một mô hình máy tính có liên quan.
PDE có thể được sử dụng để mô tả một loạt các hiện tượng như âm thanh, nhiệt, tĩnh điện, điện động lực học, dòng chất lỏng, độ đàn hồi, hoặc cơ học lượng tử. Các hiện tượng vật lý có vẻ khác biệt này có thể được hình thức hóa tương tự về mặt PDE. Cũng giống như phương trình vi phân thông thường thường mô hình hệ động lực một chiều, phương trình đạo hàm riêng thường mô hình hệ thống nhiều chiều. PDE tìm thấy tổng quát của chúng trong các phương trình vi phân riêng ngẫu nhiên.

## Các loại phương trình
Các phương trình có thể được phân loại theo các loại hoạt động và số lượng liên quan. Các loại quan trọng bao gồm:
1. Một phương trình đại số hay đa thức phương trình là một phương trình mà trong đó cả hai bên đều đa thức . Đây là những phân loại tiếp theo theo bậc:
  - Phương trình tuyến tính hay phương trình bậc một
  - Phương trình bậc hai
  - Phương trình bậc ba
  - Phương trình bậc bốn
  - Phương trình bậc từ 5 trở lên
2. Một phương trình Diophantos là một phương trình mà ẩn số bắt buộc phải là số nguyên.
3. Một phương trình siêu nghiệm là một phương trình liên quan đến một hàm siêu việt của những cái chưa biết của nó.
4. Một phương trình tham số là một phương trình mà các giải pháp được tìm kiếm như các hàm của một số biến khác, được gọi là các tham số xuất hiện trong các phương trình.
5. Một phương trình lượng giác là một phương trình chứa các hàm số lượng giác.
6. Một phương trình hàm là một phương trình trong đó các ẩn số là các hàm số chứ không phải là các số đơn giản.
7. Một phương trình vi phân là một phương trình hàm biểu diễn mối quan hệ giữa các hàm số chưa biết và đạo hàm của nó.
8. Một phương trình tích phân là một phương trình hàm biểu diễn mối quan hệ giữa các hàm số chưa biết và nguyên hàm của nó.
9. Một phương trình vi phân phân cực là một phương trình hàm biểu diễn mối quan hệ giữa cả đạo hàm và nguyên hàm của các hàm số chưa biết.